# بني لاوة (المنصورة)
بني لاوة هي إحدى مشيخات المملكة المغربية، تتبع جغرافيا لإقليم شفشاون وإداريًا لالمنصورة. يقدر عدد سكانها بـ 11808 نسمة حسب الإحصاء الرسمي للسكان والسكنى لسنة 2004.